# Americanos de Funchal
Los Americanos do Funchal, oficialmente denominados como Caminhos de Ferro Americanos da Cidade do Funchal, fueron un sistema de transporte colectivo de tracción animal sobre carriles, que operó en la ciudad de Funchal, en la Isla de Madeira, en Portugal, entre 1893 y 1916.

## Características y operación
El principal propósito de este sistema era proporcionar transporte para los turistas que se desplazaban entre el puerto y la Estación de Pombal, además de complementar el sistema de transportes públicos de la ciudad.

### Material circulante
La empresa tenía tres carros de tracción animal (normalmente 3 caballos o mulas) de 2 ejes, de invención americana (de ahí su designación popular de "americanos"). Cada carro poseía cuatro bancos transversales, cortinas corredizas, dos plataformas, estribos exteriores laterales, y, en los rebordes superiores laterales, placas con los textos Tram to the Mount Railway Station Fare 3d y Tram Fare to Town 3d.
Los animales eran agrupados en grupo de tres, siendo a menudo el del medio de color blanco. En el final de cada recorrido, eran separados del carro y atados de nuevo en el lado contrario de este.

### Vías y red
La vía utilizaba el sistema Decauville, usando un ancho de dos pies (60 cm), de forma que se adecuase mejor en las calles de la ciudad, bastante estrechas.
La red de carriles comenzaba junto al Puerto, en la antigua Plaza de la Constitución (actualmente, este espacio se inserta en la Avenida Arriaga, entre el Palacio de São Lourenço y la Sede de Funchal), pasaba en frente de la Sede, atravesaba la actual calle del Aljube y el Largo de S. Sebastião o del Chafariz, seguía la Calle del Bettencourt hasta la Ribeira de Santa Luzia, donde giraba hacia el Norte, siguiendo la Calle del Príncipe (hoy Calle 5 de octubre), pasaba la Ribera en el Puente del Bom Jesus, seguía por las Calles de la Princesa (hoy Calle 31 de enero) y de las Dificultades, y terminaba junto a la Calle del Pombal, donde se situaba la Estación del Pombal, terminal ferroviario del Camino de Hierro del Monte. La red poseía, aproximadamente, 2 km de extensión. Junto a la central de la empresa, en la Calle del Príncipe, existía un cruce, que fue, más tarde, trasladado a la Calle del Aljube, al lado de la Sede.

## Historia

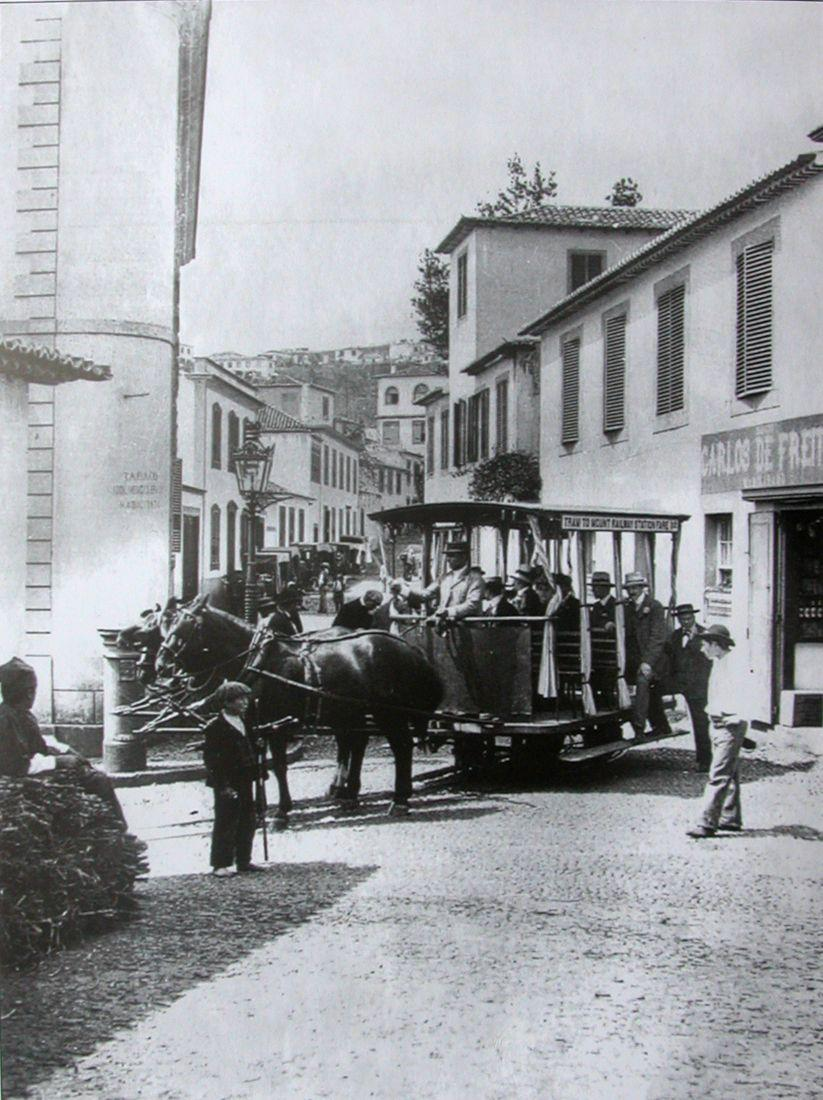
Carro Americano, descendiendo la Calle de las Dificultades.

### Planificación e inauguración
El 21 de diciembre de 1893, una sesión de la Cámara Municipal de Funchal autorizó a José Ribeiro de Almeida y Juán Aluísio Veríssimo a construir y explotar una línea americana de tracción animal entre el muelle de la ciudad y la estación del Pombal. Después de recibir la concesión, los concesionarios quisieron formar una empresa, con el fin de obtener los capitales necesarios para esta empresa. Poco tiempo después, comenzaron a aparecer intereses y capitales, y, el 18 de julio de 1895, circuló la noticia de que había sido elaborada la escritura de constitución de esa empresa, con el nombre de Empresa Carris de Hierro del Funchal, y con José Joaquim de Freitas, Júlio César de la Nóbrega Pereira y Juán Luís Henriques como directores; este último fue, así mismo, uno de los socios fundadores de la compañía del Camino de Hierro del Monte.
A finales de 1895, se hace firme la petición del material fijo y circulante para la línea, a la sociedad francesa Décauville; el material llegó a la ciudad de Funchal el 24 de abril de 1896, a bordo del vapor inglés Telde. En ese mismo mes, se iniciaron las obras de asentamiento de vía, bajo la dirección del capitán Sousa, uno de los socios de la empresa, siendo terminadas el 27 de mayo En estos dos meses, se efectuaron varias pruebas con los animales y los carros, que fueron exitosas.
El 3 de junio de 1896, se iniciaron las operaciones del sistema de carros americanos.
Una ley, publicada el 16 de septiembre de 1897, permitió la exención de impuestos sobre todos los materiales importados por la empresa Carris de Hierro del Funchal.

### Declive y suspensión de las operaciones
A finales del año 1898, la compañía comenzó a dar señales de problemas financieros, habiendo pedido un subsidio a la Cámara Municipal de Funchal, que le fue concedido el 27 de octubre de ese año; este subsidio consistía de 300$000 reales anuales. No obstante, ni con este apoyo la compañía consiguió construir nuevas líneas, como había anunciado anteriormente, y, se enfrentó a importantes gastos que le obligaron a cerrar la Línea del Pombal
La disolución de la sociedad fue efectuada en una reunión de los socios de la empresa, el 25 de marzo de 1900, frente a los abultados prejuicios. Así, todo el patrimonio de la empresa, incluyendo el material circulante, los animales, la concesión y las vías, fueron puestas en deuda pública. No obstante, solo en agosto del año siguiente es cuando el patrimonio fue adquirido, por Manuel Bettencourt Sardinha, por un valor de 2936$000 Reales.

### Reapertura de la explotación

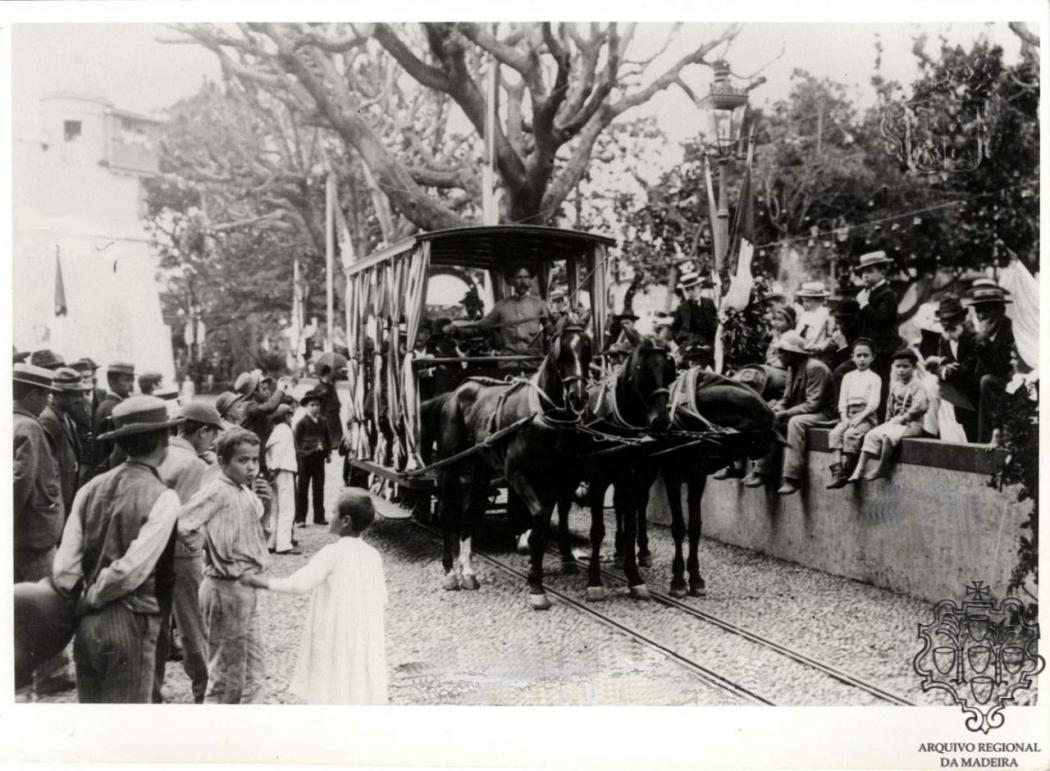
Carro Americano, en la Avenida de la Constitución.

En una sesión de la cámara del 20 de marzo de 1902, fue anunciado que el patrimonio de la antigua empresa de los Carris de Hierro de Funchal había sido adquirido por la Dirección del Camino de Hierro del Monte, con el objetivo de restablecer el servicio entre la entrada de la ciudad y la estación del Pombal.
El 2 de agosto del mismo año, fue aprobada, por la Dirección general de Administración Política y Civil, una deliberación de la Cámara Municipal de Funchal, para la construcción y operación de un sistema de ferrocarriles americanos en esta ciudad. En octubre, la Dirección general promulgó las bases del concurso para la construcción y operación de un sistema de americanos en Funchal, estableciendo varias condiciones, destacándose, por ejemplo, el hecho de que la línea podía ser construida en vía única, pudiendo ser construidas vías de desvío, con una extensión máxima de 40 metros y con 2 metros de distancia entre ellas, no debiendo los carriles exceder los 16,5 kilogramos de peso por metro, y con traviesas de madera cruzada o de metal; las vías tendrían que ser instaladas al nivel de la calle, sin crear depresiones o salientes La empresa podía escoger entre la locomoción animal, eléctrica o a aire comprimido, para el material circulante, y deberían ser utilizados dos tipos de vagones, uno totalmente cerrado con vidrios, y otro abierto de lado, cubierto con cortinas, debiendo ambos tipos ser cómodos para los pasajeros; la concesión tendría una duración de 99 años, pudiendo ser rescatada por la Cámara Municipal después de treinta años, pudiendo la compañía utilizar las infraestructuras de la antigua empresa de los Carris de Hierro del Funchal. Además de estas condiciones, la Cámara también estableció que la compañía debía construir tres líneas más, vistas como prioritarias; estas líneas unirían la entrada de la ciudad a la Estación del Pombal, al Hotel Reid (en el Ribeiro Seco), y a la Avenida del Socorro.
En noviembre de 1911, es publicado un anuncio de la compañía del Camino de Hierro del Monte, informando que, desde el 1 de ese mes, también era propietaria de las infraestructuras y del material circulante, pero la explotación del servicio de americanos pertenecía a José Sousa.
La explotación fue reabierta en los estándares tradicionales, es decir, los servicios se restringieron al transporte de pasajeros entre la Estación del Pombal y el puerto, sin llegar a ser abiertas nuevas líneas.

### Cierre definitivo
En el momento de la reapertura del servicio, el transporte con automóvil ya era utilizado regularmente para las desplazamientos al Monte, relegando el elevador para los habitantes locales; estos provocó una reducción en la demanda de los americanos, que eran utilizados exclusivamente por los turistas.
Así, este servicio fue teniendo cada vez menos movimiento, siendo suspendido el 29 de enero de 1916, debido a la necesidad de reparaciones en la vía, en la Calle 31 de enero. En julio de ese año, un pedido de António Faustino de Abreu para levantar los carriles del sistema de americanos, entre las calles 31 de enero y del Pombal, fue autorizado en una reunión de la alcaldía, y, en agosto, se encontraban siendo retirados los carriles entre la Plaza de la República y la Estación del Pombal.